# Billy Butler (piosenkarz)
Billy Butler (ur. 7 czerwca 1945 w Chicago, zm. 31 marca 2015 tamże) – amerykański wokalista soul.
Był synem Jerry'ego Butlera Seniora oraz Arveli Agnew Butler, która wychowywała go w religijnej atmosferze. Jego starszym bratem był znany wokalista Jerry Butler. Jeszcze jako uczeń Wells High School założył grupę wokalną Enchanters, przekształconą następnie w Chanters. W 1965 roku nagrał swój najbardziej znany I Can’t Work No Longer, który uplasował się na 6. miejscu U.S. Billboard Black Singles oraz na 60 pozycji Billboard Hot 100. W późniejszych latach nagrał jeszcze takie popularne utwory jak Right Track, I Don't Want to Lose You oraz Hung Up On You. Karierę solową zakończył pod koniec lat 70. XX wieku. Zmarł 31 marca 2015 w domu opieki w Chicago.